# Lee Jeong-hyeon
Lee Jeong-hyeon est une chanteuse de pop et actrice sud-coréenne, née le 7 février 1980 à Séoul.

## Discographie
| Albums studios - Let's Go to My Star (1999) - Lee Jung Hyun II (2000) - Magic to Go to My Star (2001) - I ♡ Natural (2002) - Passion (2004) - Fantastic Girl (2006) - Lee Jung Hyun 007th (2010) Extended plays - Avaholic (2009) Album spécial - Summer Party (2003) Singles - 1996 : A Petal (BOF A Petal) - 2001 : Heaven (BO de la série Beautiful Days) - 2009 : Senorita (mini-album Infinite Challenge : Olympic Duet Song Festival) - 2009 : How Can I Hold Back Tears (BO de la série Iris) - 2013 : V (clip musicale, par Park Chan-wook) | Album studio - This is Hyony (2006) Extended plays - WA-come on- (2005) Singles - Heaven/ワ-come on- (2004) - Passion～情熱～/ Heavy world (2005) | Album studio - Love Me (千面女孩 (2008) |

## Filmographie

### Films
- 1996 : A Petal (꽃잎) de Jang Sun-woo : la fille
- 1997 : Push! Push! (산부인과) de Park Cheol-Soo : la barmaid
- 1997 : Maria and the Inn (마리아와 여인숙) de Woo-wan Seon : Maria, 18 ans
- 2000 : Harpy (하피) de Ho-beom Ra : Song Soo-yeon
- 2000 : Scent of Love (침향) de Kim Soo-yong : Im Seon-hee
- 2012 : Juvenile Offender (범죄소년) de Kang Yi-Kwan : Jang Hyo-seung
- 2014 : The Admiral: Roaring Currents (명량) de Kim Han-min : Lady Jeong
- 2014 : Alice in Earnestland (성실한 나라의 앨리스) de Ahn Gooc-jin : Soo-nam
- 2016 : Split (스플릿) de Choi Kook-hee : Hee-jin
- 2016 : Battleship Island (군함도) de Ryoo Seung-wan : Oh Mal-nyeon
- 2017 : The Running Actress (여배우는 오늘도) de Moon So-ri : elle-même (séquence Acte 2)
- 2020 : Peninsula (반도) de Yeon Sang-ho : Min-jung
- 2022 : Decision to Leave (헤어질 결심) de Park Chan-wook : Jeong-an

### Court-métrage
- 2011 : Night Fishing (파란만장) de Park Chan-wook et Park Chan-kyong

### Séries télévisées
- 2001 : Beautiful Days (아름다운 날들) de Lee Jang-soo : Kim Se-na
- 2006 : Rondo (輪舞曲) de Shunichi Hirano, Jiro Shono et Daisuke Yamamuro : Choi Yoon-hee
- 2008 : The Great King Sejong (대왕 세종) de Kim Seong-geun et Kim Won-seok : Kim, la nouvelle épouse
- 2014 : Family Outing (떴다! 패밀리) de Joo Dong-min : Na Joon-hee
- 2024 : Parasyte: The Grey (기생수: 더 그레이) : Choi Joon-kyeong

## Distinctions
| Année | Prix                                          | Catégorie                                        | Titre                         | Résultat   |
| ----- | --------------------------------------------- | ------------------------------------------------ | ----------------------------- | ---------- |
| 1996  | 34e Grand Bell Awards                         | Meilleure actrice révélée                        | A Petal                       | Lauréat    |
| 1996  | 34e Grand Bell Awards                         | Best Actress                                     | A Petal                       | Nomination |
| 1996  | 17e Blue Dragon Film Awards                   | Meilleure actrice révélée                        | A Petal                       | Lauréat    |
| 1996  | 16e Korean Association of Film Critics Awards | Meilleure actrice révélée                        | A Petal                       | Lauréat    |
| 1997  | Prix du magazine Cine21                       | Meilleure actrice révélée                        | A Petal                       | Lauréat    |
| 1999  | 8e Seoul Music Awards                         | Meilleure artiste révélée                        | Come                          | Lauréat    |
| 1999  | 14e Golden Disk Awards                        | Meilleure artiste révélée                        | Come                          | Lauréat    |
| 1999  | KBS Song Festival                             | Meilleure artiste révélée                        | Come                          | Lauréat    |
| 1999  | MBC Top 10 Artists Awards                     | Meilleure artiste révélée                        | Come                          | Lauréat    |
| 1999  | MBC Top 10 Artists Awards                     | Top 10 Awards                                    | Come                          | Lauréat    |
| 1999  | SBS Music Awards                              | Nouvelle artiste en solo                         | Come                          | Lauréat    |
| 1999  | KMTV Music Awards                             | Meilleure artiste révélée                        | Come                          | Lauréat    |
| 1999  | Mnet Asian Music Awards 1999                  | Meilleure artiste en solo révélée                | Come                          | Lauréat    |
| 1999  | Mnet Asian Music Awards 1999                  | Meilleure performance en danse                   | Come                          | Lauréat    |
| 2000  | 9e Seoul Music Awards                         | Bonsang (Premier prix)                           | You et Peace                  | Lauréat    |
| 2000  | 15e Golden Disk Awards                        | Bonsang (Premier prix)                           | You et Peace                  | Lauréat    |
| 2000  | KBS Song Festival                             | Bonsang (Premier prix)                           | You et Peace                  | Lauréat    |
| 2000  | SBS Music Awards                              | Top 10 Awards                                    | You et Peace                  | Lauréat    |
| 2000  | KMTV Music Awards                             | Daesang (Grand prix)                             | You et Peace                  | Lauréat    |
| 2000  | KMTV Music Awards                             | Music Video of the Year                          | Peace                         | Nomination |
| 2000  | Mnet Asian Music Awards 2000                  | Meilleure artiste en solo révélée                | Peace                         | Nomination |
| 2000  | Korea Best Dresser Awards                     | Meilleure chanteuse                              | elle-même                     | Lauréat    |
| 2001  | 10e Seoul Music Awards                        | Bonsang (Premier prix)                           | Going Crazy et Half           | Lauréat    |
| 2001  | 16e Golden Disk Awards                        | Meilleure chanteuse en solo                      | Going Crazy et Half           | Nomination |
| 2001  | KBS Song Festival                             | Bonsang (Premier prix)                           | Going Crazy et Half           | Lauréat    |
| 2001  | SBS Music Awards                              | Top 10 Awards                                    | Going Crazy et Half           | Lauréat    |
| 2001  | KMTV Music Awards                             | Daesang (Grand prix)                             | Going Crazy et Half           | Lauréat    |
| 2002  | 10e Korean Culture and Entertainment Awards   | Nouvelle chanteuse de la génération              | Half                          | Lauréat    |
| 2002  | Mnet Asian Music Awards 2002                  | Meilleure performance de danse                   | Half                          | Nomination |
| 2002  | 17e Golden Disk Awards                        | Prix de popularité                               | elle-même                     | Lauréat    |
| 2002  | KBS Song Festival                             | Bonsang (Premier prix)                           | Ari Ari                       | Lauréat    |
| 2002  | SBS Music Awards                              | Bonsang (Premier prix)                           | Ari Ari                       | Lauréat    |
| 2002  | KMTV Music Awards                             | Artiste de l’année (Premier prix)                | Ari Ari                       | Nomination |
| 2003  | 12e Seoul Music Awards                        | Bonsang (Premier prix)                           | Summer Dance                  | Nomination |
| 2003  | KBS Song Festival                             | Artiste de l’année (Premier prix)                | Summer Dance                  | Lauréat    |
| 2003  | SBS Music Awards                              | Bonsang (Premier prix)                           | Summer Dance                  | Nomination |
| 2003  | Mnet Asian Music Awards 2003                  | Meilleure performance de danse                   | Summer Dance                  | Nomination |
| 2005  | 13e Korean Culture and Entertainment Awards   | Hallyu All Star Award                            | elle-même                     | Lauréat    |
| 2006  | China Fashion Awards                          | Artiste sud-coréenne de l’année                  | elle-même                     | Lauréat    |
| 2012  | 6e Huading Awards                             | Meilleure artiste internationale                 | elle-même                     | Lauréat    |
| 2013  | 49e Baeksang Arts Awards                      | Meilleure actrice (Film)                         | Juvenile Offender             | Nomination |
| 2013  | 56e Asia-Pacific Film Festival                | Meilleure actrice                                | Juvenile Offender             | Nomination |
| 2013  | Mnet Asian Music Awards 2013                  | Prix spécial Red Carpet                          | elle-même                     | Lauréat    |
| 2014  | 23e Buil Film Awards                          | Meilleure actrice dans un second rôle            | The Admiral: Roaring Currents | Nomination |
| 2015  | 51e Baeksang Arts Awards                      | Meilleure actrice dans un second rôle            | The Admiral: Roaring Currents | Nomination |
| 2015  | Korea Culture and Tourism Industry Awards     | Hallyu Star Award                                | elle-même                     | Lauréat    |
| 2015  | SBS Drama Awards 2015                         | Top Excellence Award, Actress in a Drama Special | The Family Is Coming          | Nomination |
| 2015  | 36e Blue Dragon Film Awards                   | Meilleure actrice                                | Alice in Earnestland          | Lauréat    |
| 2016  | 11e Max Movie Awards                          | Meilleure actrice                                | Alice in Earnestland          | Nomination |
| 2016  | 3e Wildflower Film Awards                     | Meilleure actrice                                | Alice in Earnestland          | Lauréat    |
| 2016  | 21e Chunsa Film Art Awards                    | Meilleure actrice                                | Alice in Earnestland          | Nomination |
| 2016  | 25e Buil Film Awards                          | Meilleure actrice                                | Alice in Earnestland          | Nomination |
| 2016  | 52e Baeksang Arts Awards                      | Meilleure actrice                                | Alice in Earnestland          | Nomination |
| 2017  | 1er The Seoul Awards                          | Meilleure actrice dans un second rôle            | Battleship Island             | Lauréat    |
| 2017  | 38e Blue Dragon Film Awards                   | Meilleure actrice dans un second rôle            | Battleship Island             | Nomination |
| 2017  | 25e Korea Culture & Entertainment Awards      | Top Excellence Award, Actress in Film            | Battleship Island             | Lauréat    |